# Amadou Traoré
Amadou Traoré (Parigi, 7 marzo 2002) è un calciatore francese, attaccante del Panachaïkī.

## Caratteristiche tecniche
È un'ala molto rapida che può giocare su entrambe le fasce, preferendo quella mancina da cui può provare la conclusione con il suo piede preferito, il destro.

## Carriera

### Club

#### Gli inizi, Bordeaux
Nato in Francia da una famiglia di origine guineana, inizia la propria carriera nel settore giovanile del Paris FC per poi approdare al Bordeaux nel 2015. Il 28 maggio 2019 firma il suo primo contratto professionistico con il club francese ed a partire dalla stagione seguente viene impiegato con continuità nella squadra riserve militante in quarta divisione. Il 25 ottobre 2020 debutta in prima squadra sostituendo Hatem Ben Arfa all'83' dell'incontro di Ligue 1 vinto 2-0 contro il Nîmes.

### Nazionale
Nel 2019 con la nazionale Under-17 francese prende parte al campionato europeo di categoria.

## Statistiche

### Presenze e reti nei club
Statistiche aggiornate al 30 giugno 2022.
| Stagione          | Squadra           | Campionato        | Campionato | Campionato | Coppe nazionali | Coppe nazionali | Coppe nazionali | Coppe continentali | Coppe continentali | Coppe continentali | Altre coppe | Altre coppe | Altre coppe | Totale | Totale | Totale |
| Stagione          | Squadra           | Comp              | Pres       | Reti       | Comp            | Pres            | Reti            | Comp               | Pres               | Reti               | Comp        | Pres        | Reti        | Pres   | Reti   |        |
| ----------------- | ----------------- | ----------------- | ---------- | ---------- | --------------- | --------------- | --------------- | ------------------ | ------------------ | ------------------ | ----------- | ----------- | ----------- | ------ | ------ | ------ |
| 2018-2019         | Bordeaux 2        | N2                | 6          | 0          | -               | -               | -               |                    | -                  | -                  |             | -           | -           | 6      | 0      |        |
| 2019-2020         | Bordeaux 2        | N3                | 17         | 7          | -               | -               | -               |                    | -                  | -                  |             | -           | -           | 17     | 7      |        |
| 2020-2021         | Bordeaux 2        | N3                | 2          | 0          | -               | -               | -               |                    | -                  | -                  |             | -           | -           | 2      | 0      |        |
| Totale Bordeaux 2 | Totale Bordeaux 2 | Totale Bordeaux 2 | 25         | 7          |                 | -               | -               |                    | -                  | -                  |             | -           | -           | 25     | 7      |        |
| 2020-2021         | Bordeaux          | L1                | 19         | 0          | CF              | 1               | 0               | -                  | -                  | -                  |             | -           | -           | 20     | 0      |        |
| gen.-giu. 2022    | Bordeaux          | L1                | 1          | 0          | CF              | 2               | 0               | -                  | -                  | -                  | -           | -           | -           | 3      | 0      |        |
| Totale Bordeaux   | Totale Bordeaux   | Totale Bordeaux   | 20         | 0          |                 | 3               | 0               |                    | -                  | -                  |             | -           | -           | 23     | 0      |        |
| Totale carriera   | Totale carriera   | Totale carriera   | 45         | 7          |                 | 3               | 0               |                    | -                  | -                  |             | -           | -           | 48     | 7      |        |

### Cronologia presenze e reti in nazionale

#### Under-17
| Cronologia completa delle presenze e delle reti in nazionale ― Francia under 17 | Cronologia completa delle presenze e delle reti in nazionale ― Francia under 17 | Cronologia completa delle presenze e delle reti in nazionale ― Francia under 17 | Cronologia completa delle presenze e delle reti in nazionale ― Francia under 17 | Cronologia completa delle presenze e delle reti in nazionale ― Francia under 17 | Cronologia completa delle presenze e delle reti in nazionale ― Francia under 17 | Cronologia completa delle presenze e delle reti in nazionale ― Francia under 17 | Cronologia completa delle presenze e delle reti in nazionale ― Francia under 17 |
| Data                                                                            | Città                                                                           | In casa                                                                         | Risultato                                                                       | Ospiti                                                                          | Competizione                                                                    | Reti                                                                            | Note                                                                            |
| ------------------------------------------------------------------------------- | ------------------------------------------------------------------------------- | ------------------------------------------------------------------------------- | ------------------------------------------------------------------------------- | ------------------------------------------------------------------------------- | ------------------------------------------------------------------------------- | ------------------------------------------------------------------------------- | ------------------------------------------------------------------------------- |
| 25-10-2018                                                                      | Ząbki                                                                           | Francia under 17                                                                | 4 – 0                                                                           | Lussemburgo under 17                                                            | Qual. Europeo Under-17 2019                                                     | -                                                                               | 67’                                                                             |
| 28-10-2018                                                                      | Varsavia                                                                        | Francia under 17                                                                | 2 – 1                                                                           | Finlandia under 17                                                              | Qual. Europeo Under-17 2019                                                     | -                                                                               | 82’                                                                             |
| 31-10-2018                                                                      | Ząbki                                                                           | Polonia under 17                                                                | 1 – 3                                                                           | Francia under 17                                                                | Qual. Europeo Under-17 2019                                                     | -                                                                               | 69’                                                                             |
| 26-3-2019                                                                       | Stara Pazova                                                                    | Svezia under 17                                                                 | 0 – 2                                                                           | Francia under 17                                                                | Qual. Europeo Under-17 2019                                                     | 1                                                                               | 67’                                                                             |
| 29-3-2019                                                                       | Stara Pazova                                                                    | Francia under 17                                                                | 1 – 0                                                                           | Serbia under 17                                                                 | Qual. Europeo Under-17 2019                                                     | -                                                                               | 65’                                                                             |
| 1-4-2019                                                                        | Zemun                                                                           | Francia under 17                                                                | 3 – 0                                                                           | Slovenia under 17                                                               | Qual. Europeo Under-17 2019                                                     | -                                                                               | 82’                                                                             |
| 3-5-2019                                                                        | Longford                                                                        | Inghilterra under 17                                                            | 1 – 1                                                                           | Francia under 17                                                                | Europeo Under-17 2019 - 1º turno                                                | -                                                                               | 59’                                                                             |
| 6-5-2019                                                                        | Dublino                                                                         | Francia under 17                                                                | 4 – 2                                                                           | Svezia under 17                                                                 | Europeo Under-17 2019 - 1º turno                                                | 1                                                                               | 69’                                                                             |
| 9-5-2019                                                                        | Dublino                                                                         | Francia under 17                                                                | 2 – 0                                                                           | Paesi Bassi under 17                                                            | Europeo Under-17 2019 - 1º turno                                                | -                                                                               | 77’                                                                             |
| 12-5-2019                                                                       | Dublino                                                                         | Francia under 17                                                                | 6 – 1                                                                           | Rep. Ceca under 17                                                              | Europeo Under-17 2019 - Quarti di finale                                        | -                                                                               | 17’                                                                             |
| Totale                                                                          |                                                                                 | Presenze                                                                        | 10                                                                              |                                                                                 | Reti                                                                            | 1                                                                               |                                                                                 |